# Green GT H2
La Green GT H2, est une automobile de type compétition mue par un groupe motopropulseur électrique. Elle utilise l'hydrogène comme source d'énergie. Elle est étudiée et construite par la société suisse GreenGT et l'écurie française WELTER Racing.

## Historique
La genèse de la H2, remonte à 2009 après la construction par GreenGT d'un premier prototype de compétition électrique baptisé GreenGT 300 kW et alimenté par des batteries lithium/ion. L'autonomie de ces dernières s’étant rapidement révélée être un défaut de la 300 kW, GreenGT décide de recourir à un générateur électrique-hydrogène (aussi désigné « pile à combustible » par les Anglo-Saxons) permettant de fournir l’énergie complémentaire nécessaire aux moteurs électriques. Son but est ainsi de concevoir une voiture sans combustion ne rejetant dans l'atmosphère que de la vapeur d'eau.
Le 22 septembre 2011, la maquette grandeur nature de la H2 passe pour la première fois en soufflerie, en France, à l'IAT (Institut Aérotechnique) de Saint-Cyr-l'École. 
La H2 est présentée le 2 juin 2012 dans le cadre de la journée d'essais des 24 Heures du Mans. Elle est également invitée à participer hors classement aux 24 Heures du Mans 2013 et à occuper le stand no 56 réservé aux voitures technologiquement innovantes,,,. Cependant, la phase de mise au point du générateur électrique-hydrogène à forte puissance, particulièrement complexe, empiète sur le programme de tests d’endurance en piste indispensable à la préparation d'une course aussi exigeante que la classique Mancelle.
Le 27 juin 2015, la H2 fait l'objet d'une présentation dynamique en première mondiale sur le circuit Paul Ricard dans le cadre de la manche française du Championnat du monde FIA de WTCC.
Les 24 et 25 mai 2016, sur le circuit de Lurcy-Lévis (Allier), la H2 effectue une dernière séance de roulage de validation aux mains d’Olivier Lombard, pilote de développement de GreenGT, en vue d'une démonstration prévue dans le cadre des 24 Heures du Mans 2016 avec Olivier Panis. Lors du week-end de la course, le 16 juin, elle devient la première voiture mue par un groupe motopropulseur électrique-hydrogène à effectuer un tour du circuit automobile sarthois. Toujours conduite par Olivier Panis, elle réédite sa démonstration deux jours plus tard en ouverture de la course,.

## Caractéristiques
- Production d'énergie : générateur électrique-hydrogène SymbioFCell (ou « pile à combustible ») à membranes haute température de 340 kW linéaire ; 18 stacks
- Électronique : propulsion et torque-vectoring gérés par un module électronique centralisé
- Stockage de l'hydrogène :
  - deux réservoirs en composite
  - hydrogène stocké à 350 bars
  - autonomie : 40 minutes en utilisation haute performance
  - temps de ravitaillement : trois minutes
- Rejets et émission : air et eau sous forme de vapeur
- Vitesse maximale : 300 km/h
- Roues : BBS, 11 × 18 à l'avant et 13 × 18 à l'arrière